# Guillem Guastavino i Gallent
Guillem Guastavino i Gallent (València, 24 d'octubre de 1904 - Benidorm, 23 de març de 1977) va ser un escriptor i bibliotecari valencià.
Fill del periodista i poeta Severí Guastavino i Robba (1879-1950), va estudiar Filosofia i Lletres a Madrid. Es llicencià en Història en i es doctorà en Lletres a la Universitat de Madrid, on fou deixeble de l'arabista Ángel González Palencia. Durant aquest temps va col·laborar amb la Biblioteca Nacional de Madrid en el servei de catalogació, gràcies als seus coneixements en llengües semítiques. El 1931 ingressà al Cos Facultatiu d'Arxivers, Bibliotecaris i Arqueòlegs. Entre els anys 1932 i 1939 fou director del Museu Nacional Arqueològic de Tarragona. El juny del 1939 fou destinat al servei del Protectorat espanyol al Marroc com a director d'Arxius i Biblioteques. Allà, fou el fundador i director de la Biblioteca del Protectorat. Amb la independència del Marroc el 1957 fou nomenat cap del nou "Servicio de Depósito Legal de Obras Impresas en España" (1958-67). Per oposició guanyà la direcció de la Biblioteca Nacional de Madrid i dirigí després la Revista de Archivos, Bibliotecas y Museos. Publicà, entre d'altres, Síntesis de historia de Marruecos, Un siglo de teatro valenciano (un inventari bibliogràfic sobre el teatre valencià escrit conjuntament amb el seu pare), Algunos astrólogos valencianos de los siglos XVI y XVII, Onomástica escalantina, i articles sobre València i sobre les festes de Moros i Cristians.